# Fritz Knöchlein
Fritz Knöchlein (27 mai 1911 - 21 janvier 1949) est un SS-Obersturmbannführer condamné et exécuté en 1949 pour crime de guerre.

## Biographie
Fritz Knöchlein rejoint la SS en 1934. Lors de la formation de la 3e division SS Totenkopf, il est promu au rang de Hauptsturmführer (capitaine) et participe à la bataille de France en mai et juin 1940.
Sous son commandement, sa compagnie est responsable le 27 mai 1940 du massacre de quatre-vingt-dix-sept soldats britanniques s'étant préalablement rendus. Deux des prisonniers, les soldats Albert Pooley et William O'Callaghan, bien qu'atteints de plusieurs balles, réussissent à échapper au massacre.
Il participe ensuite au front de l'Est et est nommé Sturmbannführer (commandant) à l'été 1942 puis Obersturmbannführer (lieutenant-colonel) l'année suivante. Il reçoit la Croix de chevalier de la Croix de fer en novembre 1944.
En août 1948, un procès est organisé et Knöchlein y est accusé de crime de guerre lors du massacre du Paradis. Il plaide non coupable. Knöchlein est reconnu coupable et condamné à la pendaison. Celle-ci a lieu à Hamelin en janvier 1949.